# 49-я танковая дивизия (СССР)
49-я танковая дивизия — воинское соединение РККА в составе 24-го механизированного корпуса (24 МК) до и во время Великой Отечественной войны.
Условное наименование — войсковая часть (в/ч) № 9405.
Сокращённое наименование — 49 тд.

## История
49-я танковая дивизия была сформирована в марте 1941 года на базе 14-й легкотанковой бригады Ленинградского военного округа, с местом дислокации город Староконстантинов.
Период вхождения в действующую армию: 22 июня 1941 года — 10 августа 1941 года.
В составе 24-го механизированного корпуса Юго-Западного фронта обороняла Летичевский УР. 2 августа 1941 остатки 49-й танковой дивизии вместе с корпусом попали в Уманский котёл. В составе ударной группы 12-й армии (часть 24 МК, 211-я воздушно-десантная бригада, 2-я противотанковая бригада, 10-я дивизия войск НКВД) в течение 2-3 августа вела бои на юго-восточном направлении для разрыва кольца окружения и выхода войск 6-й и 12-й армий. После захвата переправы в районе Терновки был создан плацдарм на восточной стороне реки Синюха и началось наступление на Тышковку. Однако, 4 августа немецкими войсками было проведено контрнаступление, в результате которого войска ударной группы были окружены и уничтожены. Командир дивизии К. Ф. Швецов попал в плен.
17 сентября 1941 года 49-я танковая дивизия была расформирована.

## В составе
| Подчинение         | Подчинение             | Подчинение            | Подчинение                   | Подчинение |
| Дата               | Фронт (округ)          | Армия (группа)        | Корпус                       | Примечания |
| ------------------ | ---------------------- | --------------------- | ---------------------------- | ---------- |
| до 22.06.1941 года | Киевский военный округ | -                     | 24-й механизированный корпус | -          |
| 22.06.1941 года    | Юго-Западный фронт     | фронтового подчинения | 24-й механизированный корпус | -          |
| 01.07.1941 года    | Юго-Западный фронт     | 26-я армия            | 24-й механизированный корпус | -          |
| 01.08.1941 года    | Юго-Западный фронт     | 26-я армия            | 24-й механизированный корпус | -          |
| 01.09.1941 года    | Южный фронт            | 12-я армия            | 24-й механизированный корпус | -          |

## Состав
- 97-й танковый полк, в/ч 9513
- 98-й танковый полк, в/ч 9528
- 49-й мотострелковый полк, в/ч 9493
- 49-й гаубичный артиллерийский полк, в/ч 9554
- 49-й отдельный зенитно-артиллерийский дивизион, в/ч 9483
- 49-й разведывательный батальон, в/ч 9421
- 49-й понтонный батальон, в/ч 9578
- 49-й отдельный батальон связи, в/ч 9442
- 49-й медицинский санитарный батальон, в/ч 9606
- 49-й автотранспортный батальон, в/ч 9586
- 95-й ремонтно-восстановительный батальон, в/ч 9597
- 49-я рота регулирования, в/ч 9461
- 49-й полевой хлебозавод, в/ч 9622
- 73-я полевая почтовая станция
- 517-я полевая касса Госбанка[2][3]

## Командование дивизии

### Командиры дивизии
- Швецов, Константин Фёдорович (11.03.1941 — 10.08.1941), полковник[5]

### Военные комиссары дивизии
- Дюшко, Николай Максимович (20.03.1941 — 17.09.1941), полковой комиссар[6]

### Начальники штаба дивизии
- Семенюк, Михаил Андреевич (12.03.1941 — 17.04.1941), подполковник;
- Матвеев, Борис Михайлович (1941), подполковник[1]

### Начальник политотдела
- Эстрах, Меер Мошкович (20.03.1941 — 17.09.1941), батальонный комиссар[6]